# Rebekah Gardner
Rebekah Jasmine Gardner (nacida el 9 de julio de 1990 en Palm Springs, California, Estados Unidos), conocida como Rebekah Gardner, es una jugadora de baloncesto estadounidense que juega en la posición de alero.

## Etapa universitaria
Comenzó su carrera deportiva profesional en los UCLA Bruins de la Universidad de California en Los Ángeles, en donde estudió. Durante su primer año allí, desempeñó un gran rol en el equipo, aunque desde el banquillo, y estableció un récord personal de 13 puntos. Como estudiante de segundo año, amplió este récord a 19 puntos, haciendo 7 apariciones en el quinteto inicial. También fue nombrada al Pac-10 All-Academic Honorable Mention Team. En su tercer año, hizo 30 apariciones en el quinteto ideal, lo cual, junto a su promedio de 15,9 puntos y 6,4 rebotes por partido, hizo que se le incluyese en el All-Pac 12 Team.
Al final de su etapa universitaria, se presentó al draft de la WNBA, en 2012, pero no resultó elegida.

#### Estadísticas
| Año     | Equipo | PJ  | PT | MPP  | %TC   | %3P   | %TL   | RPP | APP | PPP  |
| ------- | ------ | --- | -- | ---- | ----- | ----- | ----- | --- | --- | ---- |
| 2008–09 | UCLA   | 31  | –  | 13.7 | 34.6% | 34.6% | 76.9% | 1.8 | 0.3 | 4.4  |
| 2009–10 | UCLA   | 34  | 7  | 20.0 | 41.4% | 30.0% | 83.3% | 2.1 | 0.  | 6.9  |
| 2010–11 | UCLA   | 32  | 11 | 21.0 | 42.7% | 35.4% | 75.0% | 3.3 | 1.0 | 7.9  |
| 2011–12 | UCLA   | 30  | 30 | 34.3 | 41.5% | 26.3% | 73.5% | 6.4 | 2.1 | 15.9 |
| Total   | Total  | 127 | 48 | 22.1 | .408  | .306  | .760  | 3.3 | 1.1 | 8.7  |

## Carrera profesional
Desde 2012, jugó durante cuatro temporadas en diversos equipos israelís, primero en el Hapoel Petah Tikva (2012-13), en el Maclaren Holon (2013-14), en el Maccabi Ramat Hen (2014-15) y en el Bnot Hertzeliya (2015-16). En la temporada 2016-17 se marchó a Turquía, jugando en el Osmaniye. En Turquía jugaría tres temporadas más, en el İstanbul Üniversitesi SK (2017-18); el OGM Ankara (2018-19) y el Botaş SK (2019-20). En 2020 pondría rumbo a Rumanía, donde jugaría una temporada en el Sepsi SIC. 
En 2021 ficha por el Uni Girona CB de la liga española. En su primer año, fue escogida MVP de la liga y debutó también en Euroliga.  Al año siguiente, ganaría la Supercopa de España, siendo elegida también MVP de dicho torneo.
En 2022 debutó en la WNBA con las Chicago Sky, donde sería incluida en el quinteto ideal de novatas con 32 años, siendo la rookie de mayor edad en la historia. El 15 de marzo de 2024, sus derechos fueron traspasados a las New York Liberty, a cambio de dos elecciones de segunda ronda en los drafts de 2025 y 2026. 